# Romblonella longinoi
Romblonella longinoi (лат.) — вид мелких муравьёв рода Romblonella из подсемейства Myrmicinae (Formicidae). Назван в честь американского мирмеколога Джона Лонгино, который собрал типовую серию.

## Распространение
Юго-Восточная Азия: остров Mamutik  Island, штат Сабах, Малайзия. Был собран из мёртвого ствола во влажном тропическом лесу.

## Описание
Мелкие муравьи (длина около 4 мм) желтовато-коричневого цвета. От близких видов отличаются следующими признаками:  расширенная сзади головная капсула (у рабочих всех других видов головная капсула примерно параллельна), лобные кили длинные, почти достигают заднего края головы; наличник сзади такой же ширины, как лобная доля; дорзум головы с продольными морщинками от клипеуса до затылка. Характеризуется коренастым, твёрдым и компактным телом, толстыми проподеальными шипами, массивными петиолем и постпетиолем, а также брюшком, образованным в основном первым тергитом. Усики — 12-члениковые с 3-члениковой булавой. Нижнечелюстные щупики 5-члениковые, нижнегубные щупики состоят из 3 сегментов. Жвалы треугольные, с 6 зубцами, уменьшающимися в размере от апикального до базального. Голени средних и задних ног без шпор. Стебелёк между грудкой и брюшком состоит из двух члеников: петиолюса и постпетиолюса (последний четко отделен от брюшка), жало развито.

## Систематика и этимология
Вид был впервые описан в 2016 году филиппинским энтомологом David Emmanuel M. General (University of the Philippines Los Baños Museum of Natural History, Los Baños, Лагуна, Филиппины) в составе рода, который относится к трибе Crematogastrini (ранее в Formicoxenini). Этот вид назван в честь американского мирмеколога Джона Лонгино (Dr. John T. Longino, США), который собрал типовую серию в 2010 году в Малайзии.